# Cobaltarthurite
La cobaltarthurite (simbolo IMA: Caru) è un minerale del gruppo dell'arthurite appartenente alla famiglia dei "fosfati, arseniati e vanadati"; possiede composizione chimica CoFe3+2(AsO4)2(OH)2 • 4H2O.

## Etimologia e storia
Il nome del minerale deriva dal fatto che è l'analogo del cobalto dell'arthurite (CuFe3+2(AsO4)2(OH)2 • 4H2O), che invece è dominata dal rame. A sua volta, l'arthurite è stata chiamata in questo modo nel 1964 da Richard J. Davis e Max Hutchinson Hey in onore di Sir Arthur Edward Ian Montagu Russell (1878 - 1964) e del signor Arthur William Gerald Kingsbury (1906 - 1968), entrambi mineralogisti e collezionisti inglesi.

## Classificazione
La classica nona edizione della sistematica dei minerali di Strunz, aggiornata dall'Associazione Mineralogica Internazionale (IMA) fino al 2009, elenca la cobaltarthurite nella classe "8. Fosfati, arseniati, vanadati" e nella sottoclasse "8.D Fosfati, ecc. con anioni aggiuntivi, con H2O"; questa è più finemente suddivisa in base alla dimensione dei cationi coinvolti e al rapporto nella composizione del minerale tra gli elementi, in modo da trovare la cobaltarthurite nella sezione "8.DC Con soltanto cationi di media dimensione, (OH, ecc.):RO4 = 1:1 e < 2:1" dove forma il sistema nº 8.DC.15 insieme ad arthurite, bendadaite, earlshannonite, kunatite, ojuelaite e whitmoreite.
Tale classificazione viene mantenuta invariata anche nell'edizione successiva, proseguita dal database "mindat.org" e chiamata Classificazione Strunz-mindat.
Nella Sistematica dei lapis (Lapis-Systematik) di Stefan Weiß la cobaltarthurite è elencata nella classe dei "fosfati, arseniati e vanadati" e nella sottoclasse dei "fosfati [arseniati, vanadati] idrati, con anioni estranei"; qui si trova nella sezione dei minerali con "cationi di medie dimensioni: Cu-Zn-Mn-Al-Fe; gruppo dell'arthurite" dove forma il sistema nº VII/D.08 insieme ad arthurite, bendadaite, coralloite, earlshannonite, kleemanite, kunatite, mapimite, ojuelaite e whitmoreite.
Anche la classificazione dei minerali secondo Dana, usata principalmente nel mondo anglosassone, la cobaltarthurite si trova nella famiglai dei "fosfati, arseniati e vanadati"; qui è nella classe dei "fosfati idrati ecc., con idrossile o alogeno" e nella sottoclasse dei "fosfati idrati ecc., con idrossile o alogeno con (AB)4(XO4)3Zq • x(H2O)" dove forma il sistema nº 42.11.20 insieme agli stessi minerali della Lapis-Systematik e con altri due minerali in aggiunta e ancora in attesa di un nome ufficiale.

## Abito cristallino
La cobaltarthurite cristallizza nel sistema monoclino nel gruppo spaziale P21/b con i parametri reticolari a = 10,27 Å, b = 9,72 Å, c = 5,545 Å e β = 94,46°, oltre ad avere 2 unità di formula per cella unitaria.

## Origine e giacitura
La cobaltarthurite è un prodotto di ossidazione in una lente prossima alla superficie impoverita di solfuri; la paragenesi è con arseniosiderite, azzurrite, clorargirite, conicalcite, farmacosiderite, jarosite, lavendulano, malachite, mixite, olivenite e scorodite.
La cobaltarthurite è un minerale molto raro ed è stata trovata solo in pochi siti: presso la località di Pastrana (nella Comunità autonoma di Murcia, Spagna), che è la località tipo del minerale; nella miniera di "Salobo" (presso Marabá, Brasile); nelle miniere di "Oumlil Mine" (in provincia di Zagora) e di "Khder" (in provincia di Ouarzazate), entrambe in Marocco; nella miniera di "Fenugu Sibiri" presso Gonnosfanadiga (in Sardegna, Italia).

## Forma in cui si presenta in natura
La cobaltarthurite si presenta in aggregati globulari o coalescenti simili a pellet, con dimensioni fino a 1,5 mm, composti da cristalli fibrosi di dimensioni fino a 75 µm.
Il minerale è traslucido, con lucentezza da vitrea a serica con colori che variano dal marrone giallastro al giallo paglierino; il colore del suo striscio è tra il bianco e il marrone chiaro.